# Uhuru (Tanzania)
Uhuru è una circoscrizione urbana (urban ward) della Tanzania situata nel distretto di Mbulu, regione del Manyara. Conta una popolazione di 7 141 abitanti (censimento 2012).